# Хакль (город)
Хакль (араб. حقل‎) — пограничный город на северо-западе Саудовской Аравии в провинции Табук на восточном берегу Акабского залива Красного моря, недалеко от границы с Иорданией. Имеет ряд туристических достопримечательностей.
Через залив расположены города Таба (Египет), Эйлат (Израиль) и Акаба (Иордания).

## Природа
Климат Хакля согласно классификации климатов Кёппена относится к пустынному климату (BWh). Больше всего осадков выпадает зимой. Средняя годовая температура в городе составляет 24,3 °C. Среднее ежегодное количество осадков составляет около 24 мм.
Хакль — небольшой город, который не используется для судоходства на Красном море, а относительно небольшое население Саудовской Аравии не занимается опреснением воды. В результате рифы в этой местности остаются нетронутыми и населены разнообразной флорой и фауной Красного моря, что способствует занятиям дайвингом.

## Дворец короля Абдул-Азиза

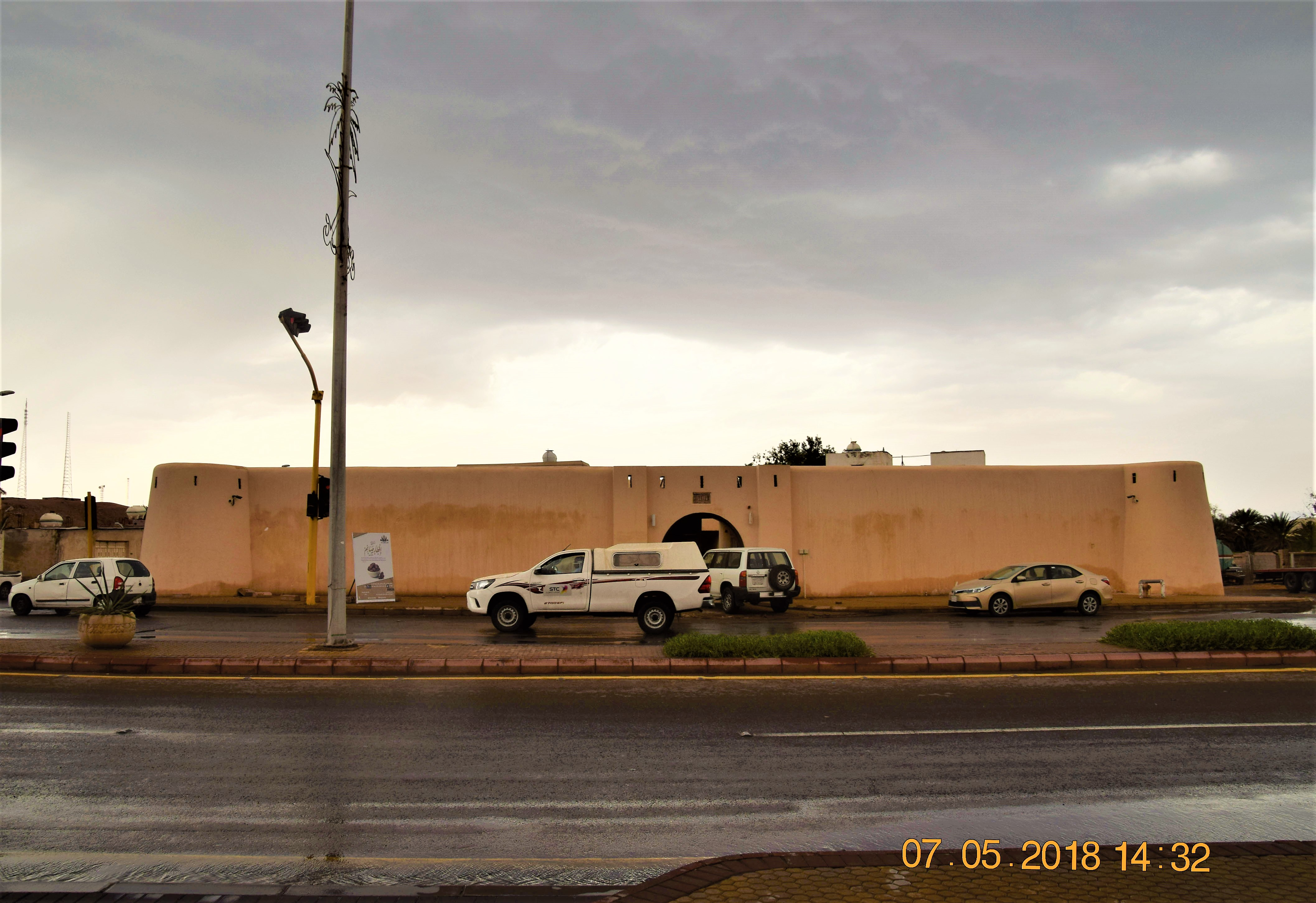
Дворец короля Абдул-Азиза

Дворец короля Абдул-Азиза в Хакле был построен в начале XX века основателем Саудовской Аравии королем Абдул-Азизом ибн Абдуррахман Аль Саудом. Небольшой форт квадратной формы дает представление о ранней саудовской оборонительной архитектуре. Имеет центральный двор и заброшенный колодец. На базе дворца ведутся работы по организации первого музея Хакля.